# Великобритания на «Детском Евровидении — 2003»
Великобритания дебютировала на «Детском Евровидении — 2003», проходившем в Копенгагене, Дания, 15 ноября 2003 года. На конкурсе страну представил Том Морли с песней «My Song for the World», выступивший двенадцатым. Он занял третье место, набрав 118 баллов.

## Национальный отбор
Национальный отбор прошёл 6 сентября 2003 года, ведущими были Марк Дерден-Смит и Тара Палмер-Томкинсон. Победитель был выбран региональным телеголосованием.
| Junior Eurovision Song Contest 2003: The British Final — 6 сентября 2003 | Junior Eurovision Song Contest 2003: The British Final — 6 сентября 2003 | Junior Eurovision Song Contest 2003: The British Final — 6 сентября 2003 | Junior Eurovision Song Contest 2003: The British Final — 6 сентября 2003 | Junior Eurovision Song Contest 2003: The British Final — 6 сентября 2003 |
| №                                                                        | Артист                                                                   | Песня                                                                    | Место                                                                    | Баллы                                                                    |
| ------------------------------------------------------------------------ | ------------------------------------------------------------------------ | ------------------------------------------------------------------------ | ------------------------------------------------------------------------ | ------------------------------------------------------------------------ |
| 01                                                                       | Feature 5                                                                | «Slumberland»                                                            | 4                                                                        | 35                                                                       |
| 02                                                                       | Джек Браун                                                               | «Back to Love»                                                           | 7                                                                        | 12                                                                       |
| 03                                                                       | Эллис Ди Би                                                              | «I Have a Feeling»                                                       | 3                                                                        | 38                                                                       |
| 04                                                                       | Starrlight                                                               | «Gonna Be Fine»                                                          | 8                                                                        | 10                                                                       |
| 05                                                                       | Саша Стивенс                                                             | «Little Children»                                                        | 5                                                                        | 29                                                                       |
| 06                                                                       | Mr Cheerful                                                              | «Winter's Nearly Gone»                                                   | 6                                                                        | 23                                                                       |
| 07                                                                       | Том Морли                                                                | «My Song for the World»                                                  | 1                                                                        | 64                                                                       |
| 08                                                                       | UZLOT                                                                    | «Please Don't Cry»                                                       | 2                                                                        | 62                                                                       |

## На «Детском Евровидении»
Финал конкурса транслировал телеканал ITV, комментатором которого были Марк Дерден-Смит и Тара Палмер-Томкинсон, а результаты голосования от Великобритании объявляла Саша Стивенс. Том Морли выступил под двенадцатым номером перед Данией и после Бельгии, и занял третье место, набрав 118 баллов.

## Голосование[6]
| Баллы     | Страна                    |
| --------- | ------------------------- |
| 12 баллов | Белоруссия Дания Мальта   |
| 10 баллов | Испания Румыния Швеция    |
| 8 баллов  | Нидерланды                |
| 7 баллов  | Греция Кипр Латвия Польша |
| 6 баллов  |                           |
| 5 баллов  | Норвегия                  |
| 4 балла   | Бельгия Хорватия          |
| 3 балла   | Северная Македония        |
| 2 балла   |                           |
| 1 балл    |                           |

| Баллы     | Страна     |
| --------- | ---------- |
| 12 баллов | Испания    |
| 10 баллов | Мальта     |
| 8 баллов  | Хорватия   |
| 7 баллов  | Греция     |
| 6 баллов  | Бельгия    |
| 5 баллов  | Белоруссия |
| 4 балла   | Дания      |
| 3 балла   | Кипр       |
| 2 балла   | Нидерланды |
| 1 балл    | Латвия     |